# 潮白新河
潮白新河，是河北省香河县与天津市境内的一条河道，属于海河水系。全长99.2公里，行洪能力3220秒立方米。

## 歷史
1912年，潮白河顺义县李遂镇决口，河水窜入窝头河、武河、鲍邱河、泃河，入蓟运河至海。此走势一直延续到1949年。潮白河在香河县境内呈L形，从南流转变为东流，在三河县与天津市边界汇入泃河，再成为蓟运河干流。香河县城以下河道浅窄，每逢汛季，经常决口，京东各县人民深受其害。1949年8月12日，潮白河5000立方米/秒洪水破堤使香河县北部泡在大水中40天，损失极为严重。
新中国成立后，河北省人民政府委托华北水利工程局代行组织规划设计，组建“潮白河下游治理工程处”，组建百人的“潮白河整治勘察设计团”。治理计划包括：
1. 主体工程由香河县焦康庄（位于县城东北几里地）起至宝坻县黑狼口，开挖新河道，构筑双堤，引潮白河水在宝坻县八台港进入黄庄洼和里自沽洼滞蓄洪区。
2. 由黑狼口向北筑缕堤至箭杆河右岸车辕轴村止，作为黄庄洼蓄滞洪区的北围堤。
3. 由宁河县俵口村起至后海，筑缕堤一道，作为黄庄洼的右围堤。
4. 焦康庄以上箭杆河故道，拓宽深挖抛石护坡工程
5. 香河县吴村闸（位于县城西北赶水坝）工程，导河水入新河道。1965年建成。吴村闸属于二等二级水闸，全长199.74米，共有42孔涵洞，每孔宽4米，其中中间的36孔为过水孔，2.8米高的闸门为平板钢闸门，预计流量1847立方米/秒，正常蓄水位13.5米，安装有12台固定式起闭机和4台移动式起闭机（每侧各两台），负责闸门的开启闭合。下游一侧，中间36孔过水孔被平均分成了9组，每一组都会有一个消力池，水流通过消力池减缓速度和冲力，再通过两个类似台阶的平台流向下游。早晨8点、下午4点、晚上8点和10点，一天四次的水文监测。
6. 顺义县苏庄闸工程
7. 青龙湾引河口的土门楼闸及沿河抛砖护坡工程
8. 开挖七里海至宁车沽东引河，以备汛后黄庄洼缓洪区泄水。黄庄洼位于宝坻县东南部，总面积约309平方公里，海拔仅0.3米至1米，地下水位1.3米，洼中心在回家庄。黄庄洼蓄滞洪区面积353.745平方公里，蓄洪4.32亿立方米蓄洪水位4.5年，运用标准5年一遇。

1950年4月，顺义、香河、三河、蓟县、武清、宝坻、宁河、玉田、丰润各县民工和解放军驻杨村、蓟县各一个师，共十万余人开始潮白河整治工程施工。河北省组建挖河筑堤总指挥部，负责组织民工和土方工程。天津专区、唐山专区和北京军区设三个指挥分部。从密云至宁河沿途建有七个县级施工指挥部。1950年5月底，筑堤挖河工程竣工。1950年6月中旬破横坝放水入新河道。1950年7月15日潮白河旧河道堵闭工程合龙。7月16日潮白河水由新河下泄，当年汛期安全渡过三次洪峰、五次险情，最高下泄1600立方米/秒。
1953年开挖导流河后，滞蓄在黄庄洼和里自沽洼的蓄水部分顺导流河，经宁河县俵口村西北，入青龙湾河（故道），注入七里海，再于北塘入海。 
在“根治海河”运动中，1971年至1972年由香河县吴村闸开始，经焦康庄，至宝坻县境内的十四户村止，开挖河槽；十四户村以下至塘沽区宁车沽裁弯取直，另筑新堤。彻底建成潮白新河。潮白河形成一条独立入海的完整的水系。潮白河洪水达到二十年一遇防护。还开挖河道把北运河、泃河洪水引入潮白新河：
- 青龙湾减河上起香河县土门楼泄洪闸，下至宝坻区里自沽闸入潮白新河，全长52km。七十年代初“根治海河”运动中对青龙湾减河扩挖疏浚，在下游从八道沽村北开挖引青入潮河，长11公里，设计流量900立方米／秒，确保八道沽以下农田无洪患之灾。自此北运河洪水主要由青龙湾减河入潮白新河。北运河按照50年一遇洪水设防，通州区北关流量2055立方米/s，北关分洪闸向运潮减河分泄900立方米/秒，其余1155立方米/秒洪水下泄并汇入平原沥水，沿北运河干流60km由土门楼泄洪闸设计1980立方米/秒，由青龙湾减河承泄1680立方米/秒；由木厂闸向北运河干流下泄300立方米/秒。当北运河发生20年一遇洪水，至土门楼1330立方米/秒全部由青龙湾减河下泄，至狼尔窝分洪闸分泄430立方米/秒入大黄堡洼蓄滞洪区（面积276.62平方公里，蓄滞洪设计水位4.5米），其余900立方米/秒经引青入潮河入潮白新河。[2]
- 引泃入潮河，设计流量830秒立方米，小于十年一遇。在史各庄乡郭家庄汇入潮白新河左岸。蓟运河支流泃河洪水

2000年通过工程，使潮白河防洪标准为五十年一遇设计。顺义区苏庄水文站50年一遇洪水为3000立方米/秒，纳入运潮减河900立方米/秒，分洪流量为3660立方米/秒，纳引泃入潮河后为3590立方米/秒，至黄庄洼分洪闸为3520立方米/秒，其中2160立方米/秒沿潮白新河下泄，其余1360立方米/秒入黄庄洼蓄滞洪区。潮白新河主河道再纳青龙湾减河900立方米/秒来水，设计流量3060立方米/秒在宁车沽闸汇入永定新河后入海。